# 물뱀자리
물뱀자리(Hydrus [ˈhaɪdrəs]하이드러스[*])는 남쪽 하늘의 작은 별자리로, 16세기에 설정되었다. 학명 Hydrus의 정확한 의미는 “수컷 물뱀”(male water snake)이다. 학명 Hydra로 암컷 물뱀을 의미하는 바다뱀자리와는 전혀 다른 별자리이다.

## 역사
물뱀자리는 네덜란드 항해사 피터르 디르크스존 케이세르와 프레데릭 더 하우트만의 관측을 바탕으로 네덜란드의 천문학자이자 지도제작자, 성직자였던 페트뤼스 플란시우스가 만든 12개 별자리 중 하나이며, 1597년(또는 1598년)에 플란시우스와 요도쿠스 혼디우스가 암스테르담에서 제작한 직경 35 cm의 별자리본에서 처음 찾아볼 수 있다. 물뱀자리를 처음으로 수록한 천구지도표는 요한 바이어의 《우라노메트리아》(1603년)이다.
암컷 물뱀인 바다뱀자리와 물뱀자리가 한 쌍이라고 한다면, 물뱀자리는 자기 짝을 찾아 에리다누스 강을 건너고, 오리온 앞을 지나, 은하수를 건너는 모양새가 된다.

## 중요 특징

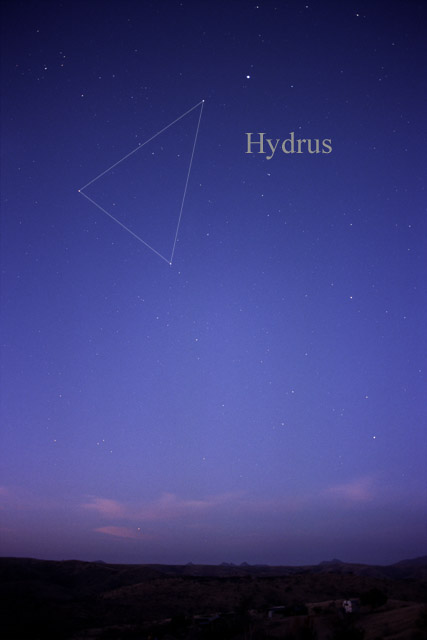
물뱀자리는 육안으로 볼 수 있다.

### 항성
물뱀자리는 눈에 띌 만큼 밝은 별은 딱히 없다. 가장 밝은 별인 물뱀자리 베타는 2.8등성의 황색 왜성으로, 지구에서 24 광년 떨어져 있다. 물뱀자리 알파는 흰색의 주계열 2.9등성으로, 지구에서 71 광년 떨어져 있다. 물뱀자리 감마는 3.2등성이며 지구에서 214 광년 떨어진 적색 거성이다.
물뱀자리에 주목할 만한 이중성이 하나 있다. 물뱀자리 파이¹과 물뱀자리 파이²로 이루어진 물뱀자리 파이는 쌍안경으로 보면 분해가 가능하다 파이1은 빨간색 5.6등성으로, 지구에서 740 광년 떨어져 있다. 파이2는 주황색 5.7등성으로, 지구에서 468광년 떨어져 있다.
통상명이 따로 명명된 물뱀자리 별은 물뱀자리 감마 하나 뿐으로, 옛날 중국에서 Foo Pih라고 불렀다.

### 심원천체
구상성단 NGC 643, 렌즈상 은하 NGC 1551, 타원은하 NGC 1473, 정체불명의 IC 1717이 있다.

### 태양계 외 행성
2010 8월, 칠레에 소재한 라 실라 천문대의 유럽 연구진이 물뱀자리의 항성 HD 10180 주위를 공전하는 최소 5개 이상의 행성을 발견했다고 발표했다.

## 참고 자료
- Ridpath, Ian; Tirion, = Wil (2001). Stars and Planets Guide. Princeton University Press. ISBN 0-691-08913-2.
- Ridpath, Ian; Tirion, Wil (2007). Stars and Planets Guide. Princeton University Press. ISBN 978-0-691-13556-4.
- Staal, Julius D.W. (1988). The New Patterns in the Sky. McDonald and Woodward Publishing Company. ISBN 0-939923-04-1.